# آلن هاوی
آلن هاوی (به انگلیسی: Allan Havey) (زاده ۱۹ سپتامبر ۱۹۵۴ ) بازیگر آمریکایی است.
از فیلم‌های معروف او می‌توان به بازی در فیلم اطلاع‌رسانی! و نشنال لمپون آدام و ایو اشاره کرد.